# PipeWire
PipeWire — программное обеспечение для работы с аудио- и видеопотоками, а также аппаратным обеспечением на Linux и других Unix-подобных ОС. Он был разработан Уимом Тайманом (Wim Taymans), когда он работал в компании Red Hat. PipeWire является сервером для мультимедийной маршрутизации и обработки конвейерных данных.
Основные возможности:
- Захват и воспроизведение звука и видео с минимальными задержками.
- Средства для обработки видео и звука в режиме реального времени.
- Многопроцессная архитектура, позволяющая организовать совместный доступ к контенту нескольких приложений.
- Наличие плагина к GStreamer для упрощения интеграции с существующими приложениями.
- Поддержка изолированных окружений и Flatpak.
- Поддержка плагинов в формате SPA (Simple Plugin API) и возможность создания плагинов, работающих в режиме жёсткого реального времени.

## История
Изначально проект назывался PulseVideo. Позже проект назвали Pinos (в честь города Pinos de Alhaurin в Испании, в котором жил Уим Тайман). Одной из первоначальных целей было улучшить работу с видео под Linux таким же образом, как PulseAudio улучшил работу с аудио. Идеи для проекта были взяты из PulseVideo Архивная копия от 24 января 2021 на Wayback Machine Уильяма Мэнли (William Manley) (название «PulseVideo», используемое Уильямом Мэнли, не связано с тем же названием, которое использовал Уим Тайман в начале проекта).